# Krugsdorf
Krugsdorf ist eine Gemeinde im Landkreis Vorpommern-Greifswald im Osten Mecklenburg-Vorpommerns. Die Gemeinde wird vom Amt Uecker-Randow-Tal mit Sitz in der nahen Stadt Pasewalk verwaltet.

## Geografie
Zwischen Uecker und Randowbruch liegt Krugsdorf in wald- und wasserreicher Umgebung (Ueckermünder Heide, Naturschutzgebiet Großer Koblentzer See). Die Stadt Pasewalk ist sechs Kilometer entfernt.
Umgeben wird Krugsdorf von den Nachbargemeinden Viereck im Norden, Koblentz im Osten, Zerrenthin im Süden, Polzow im Südwesten sowie Pasewalk im Westen.

### Ortsteile
- Rothenburg

Darüber hinaus existieren die Wohnplätze Funkhaus und Schwichtensee.

## Geschichte
Am 1. Juli 1950 wurde die bis dahin eigenständige Gemeinde Rothenburg eingegliedert.

## Politik

### Gemeindevertretung
Der Gemeinderat besteht (inkl. Bürgermeister) aus 7 Mitgliedern. Die Wahl zum Gemeinderat am 26. Mai 2019 hatte folgende Ergebnisse:
| Partei/Bewerber               | Prozent | Sitze |
| ----------------------------- | ------- | ----- |
| Einzelbewerber Bettac         | 19,34   | 1     |
| Einzelbewerber Brandt         | 17,11   | 1     |
| Einzelbewerber Harke          | 14,08   | 1     |
| Einzelbewerber Rudel          | 11,58   | 1     |
| Einzelbewerber Thiede         | 10,66   | 1     |
| Einzelbewerberin Splettstößer | 9,61    | 1     |
| Einzelbewerber Kozlik         | 9,21    | 1     |

### Dienstsiegel
Die Gemeinde verfügt über kein amtlich genehmigtes Hoheitszeichen, weder Wappen noch Flagge. Als Dienstsiegel wird das kleine Landessiegel mit dem Wappenbild des Landesteils Vorpommern geführt. Es zeigt einen aufgerichteten Greifen mit aufgeworfenem Schweif und der Umschrift „GEMEINDE KRUGSDORF * LANDKREIS VORPOMMERN-GREIFSWALD“.

## Sehenswürdigkeiten
Die Dorfkirche Krugsdorf wurde Ende des 17. / Anfang des 18. Jahrhunderts erbaut. Es handelt sich um einen Fachwerkbau mit dreiseitigem Ostschluss und westlichem Dachturm mit geschweifter Haube. Im Kircheninnern befindet sich ein Tafelgemälde, das wohl um 1600 entstanden ist. Es zeigt die Predigt Johannes des Täufers und ist niederländisch beeinflusst. Krugsdorf war bis in die Mitte des 20. Jahrhunderts hinein eine Kirchengemeinde im evangelischen Kirchspiel Koblentz und gehört heute zum Pfarrsprengel Zerrenthin im Kirchenkreis Pasewalk der Pommerschen Evangelischen Kirche (Sitz: Greifswald).
Katholischerseits ist Krugsdorf in die Pfarrgemeinde Pasewalk-Strasburg-Viereck in Pasewalk eingegliedert und gehört zum Dekanat Vorpommern (Sitz: Greifswald) im Erzbistum Berlin.
→ Siehe: Liste der Baudenkmale in Krugsdorf

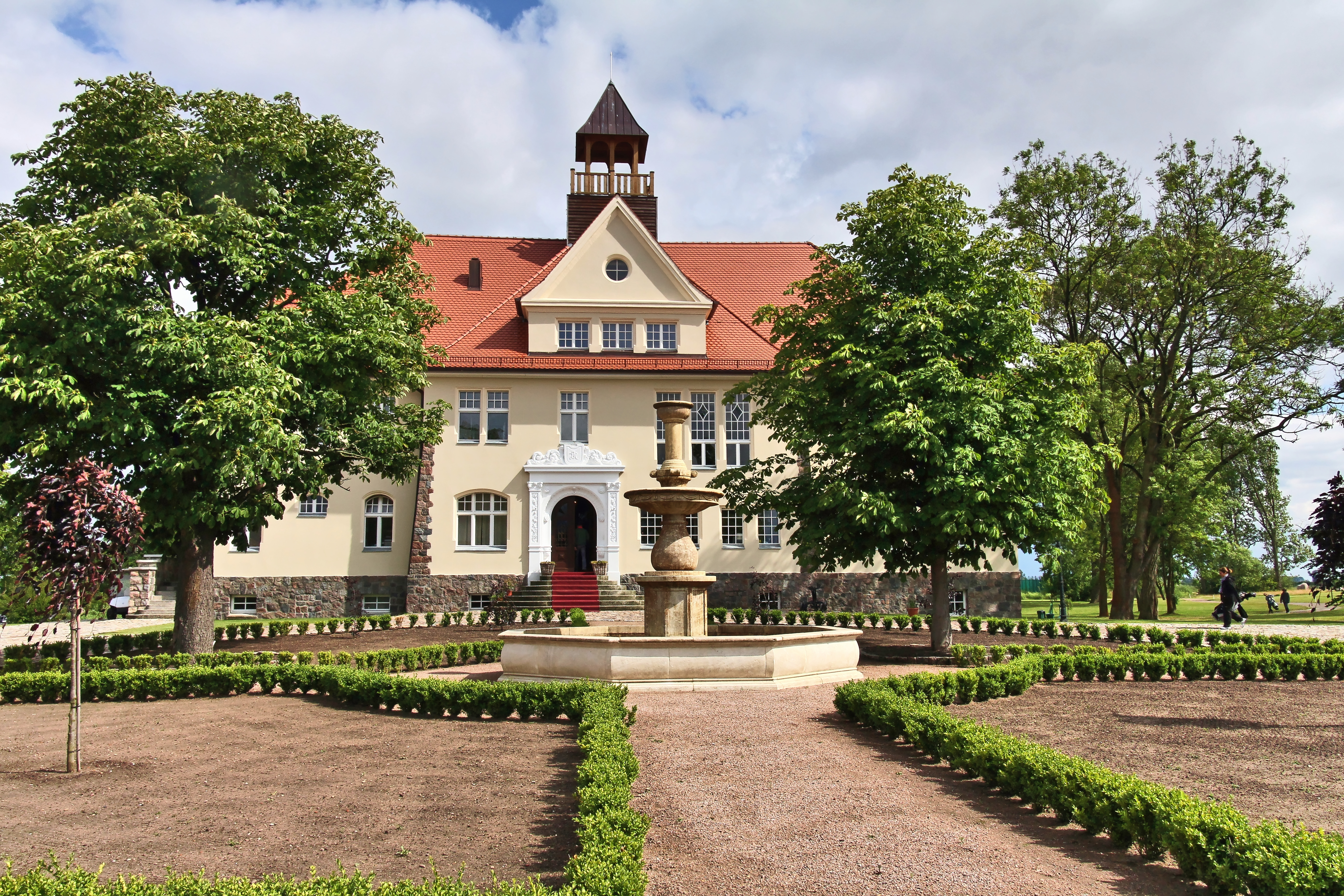
Schloßhotel Krugsdorf
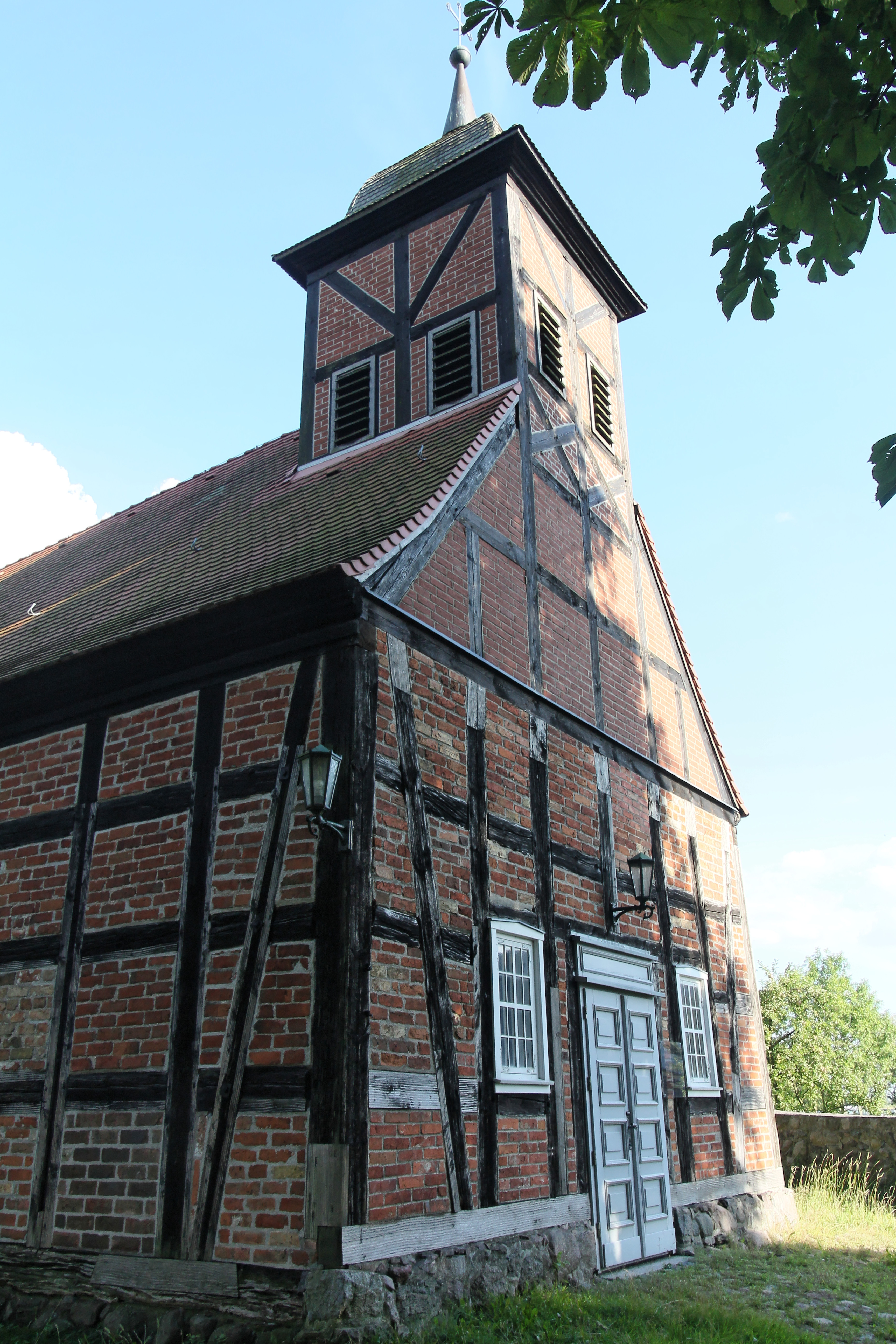
Dorfkirche Krugsdorf
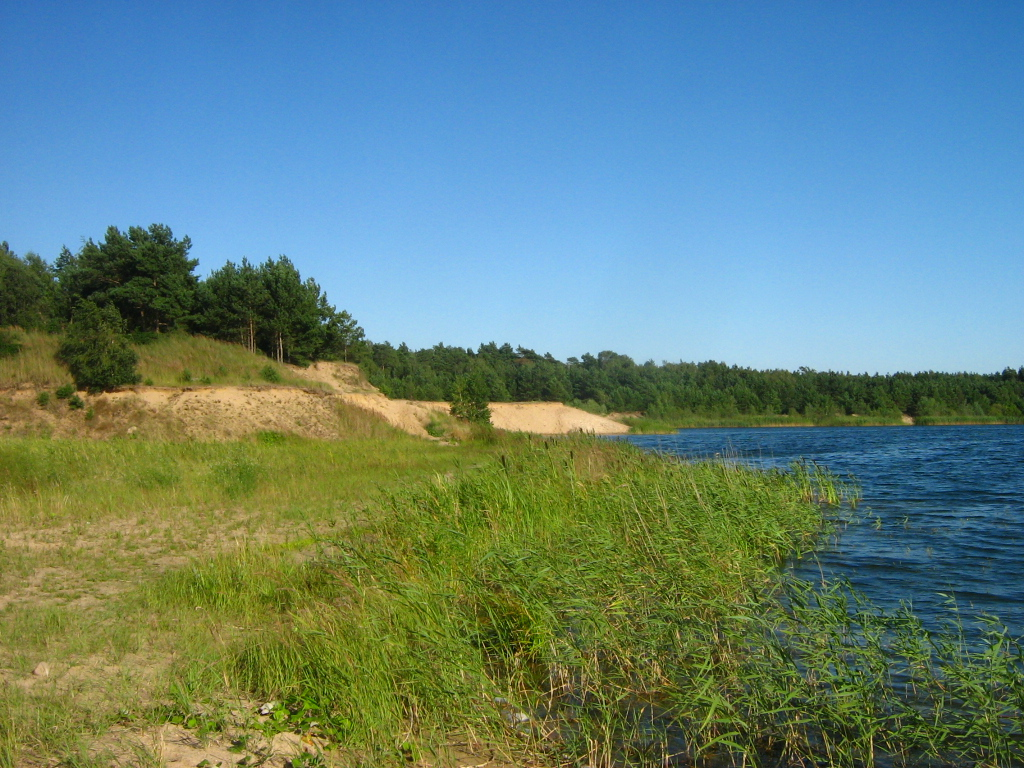
Krugsdorfer Kiessee

## Verkehrsanbindung
Der nächste Bahnhof befindet sich im drei Kilometer entfernten Nachbarort Zerrenthin an der Bahnstrecke Bützow–Szczecin, dort verläuft auch die Bundesstraße 104 von Pasewalk nach Szczecin (ehemalige deutsche Reichsstraße 104, die von Lübeck über Stettin bis nach Schneidemühl (polnisch: Piła) und später bis Plöhnen (Płońsk) führte).